# Super Show
Super Junior, The 1st ASIA TOUR - "Super Show" là chuyến lưu diễn châu Á đầu tiên của nhóm nhạc nam Hàn Quốc Super Junior diễn ra vào khoảng năm 2008 - 2009. Chuyến lưu diễn bắt đầu vào 5 tháng sau khi nhóm phát hành album phòng thu thứ 2 Don't Don. Các buổi diễn có sử dụng hầu hết những ca khúc từ hai album phòng thu của nhóm và từ đĩa đơn U, cùng với các ca khúc nổi bật từ các nhóm nhỏ Super Junior-K.R.Y, Super Junior-T, và Super Junior-M. Chuyến lưu diễn bắt đầu bằng 3 buổi tại Hàn Quốc và sau đó mở rộng đến cả Trung Quốc và Thái Lan.

## Lịch sử
Super Show Tour là chuyến lưu diễn châu Á đầu tiên của Super Junior kể từ khi nhóm ra mắt vào tháng 11 năm 2005. Thông tin về chuyến lưu diễn được công bố lần đầu tiên vào tháng 1 năm 2008, tức là 4 tháng sau khi nhóm phát hành album Don't Don. 13,000 vé cho buổi diễn ở Seoul, Hàn Quốc bắt đầu được bán trên mạng vào ngày 22 tháng 1 năm 2008. Ngay tại thời điểm bắt đầu bán vé là 5 giờ chiều, hơn 120,000 fan đã cố tìm cách truy cập vào trang web bán vé và làm sập cả trang chủ. Ngay khi hệ thống máy chủ khắc phục được sự cố, thì tất cả 13,000 vé đã được bán hết chỉ trong vòng 18 phút. Một buổi bán vé khác đã diễn ra vào ngày 28 tháng 1 vào lúc 8 giờ tối dành cho những chỗ ngồi còn lại và nó cũng thành công như buổi bán vé đầu tiên. Nhờ sự thành công đó, đơn vị tổ chức đã quyết định tổ chức thêm một buổi diễn nữa vào 22 tháng 2, và cùng một lượng vé như vậy đã được bán hết trong vòng 5 phút.
Chuyến lưu diễn dừng chân tại Bangkok, Thái Lan vào ngày 12 tháng 7, 2008 và Thượng Hải ngày 22 tháng 11 năm 2008. Giá vé chợ đen cho concert ở Thượng Hải đã lên tới 7000 NDT. Hai buổi encore (diễn lại tại thành phố đã đi qua) khác cũng đã được tổ chức tại Seoul vào hai ngày 3-4 tháng 1 năm 2009, và hai tuần sau đó là tại Nam Kinh, Trung Quốc. Super Junior trở thành nghệ sĩ Hàn Quốc đầu tiên tổ chức concert ở Nam Kinh, giá vé cho buổi diễn này cũng lên tới 6000NDT. Và Super Show Tour cũng phá vỡ kỉ lục là concert đầu tiên tổ chức tại Trung Quốc mà có một sân khấu đứng.
Super Show cũng đã được kỳ vọng là sẽ diễn ra tại Hong Kong, Đài Loan, và Tokyo, nhưng do lịch trình bận rộn của các thành viên nên concert đã không thể đi qua các thành phố này. Điểm dừng chân cuối cùng của chuyến lưu diễn là tại Thành Đô, Trung Quốc vào tháng 3 năm 2009.
Đĩa CD ghi lại tour diễn Super Show Tour Concert Album được phát hành ngày 19 tháng 5 năm 2008 tại Hàn Quốc và phiên bản DVD được phát hành ngày 1 tháng 10 năm 2008, bán được hơn 15,000 bản tại thị trường nội địa.

## Những sự xuất hiện đặc biệt
Zhang Liyin đã mở màn cho đêm diễn tại điểm dừng chân cuối cùng ở Thành Đô vào ngày 7 tháng 3 năm 2009, trình diễn hai ca khúc "I will" và "The Left Shore of Happiness". Thành viên X-Mas (Kim Jungmo) của TRAX cũng đã xuất hiện trong buổi diễn này và chơi guitar đệm cho Heechul biểu diễn ca khúc "Crazy". Thành viên Super Junior-M Henry có màn trình diễn violin solo cho "Don't Don" tại tất cả các buổi diễn của Super Show, và cùng với Zhou Mi biểu diễn cùng các thành viên Super Junior-M khác tại các đêm diễn ở Trung Quốc.

## Nội dung tour diễn

### Danh sách bài hát
Dưới đây là danh sách các màn trình diễn trong Super Show, không xếp theo thứ tự.
- "TWINS (Knock Out)"
- "Rock this house"
- "Don't Don" (ft. Henry Lau)
- "A Man In Love" (Remix)
- "Mirror"
- "She's gone"
- "You're my endless love"
- "Dancing Out"
- "Hate U, Love U"
- "Marry U"
- "YMCA"
- "Wonder Boy"
- "First Snow"
- "The girl is mine"
- "U"
- "Full of Happiness"
- "Way for love"
- "Believe"
- "Miracle"
- "Butterfly"
- "Gulliver"

### Màn biểu diễn của các nhóm nhỏ
Danh sách biểu diễn của các nhóm nhỏ trong tour diễn theo thứ tự:

#### Super Junior-K.R.Y
- "The Night Chicago Died"
- "Steps to stop"
- "Just You"

#### Super Junior-T
- "Rokkugo"
- "First Express" (Cheotcha)
- "Don't Go Away/There's No One Like Me/Is There Nothing Left Of Me"
- "First Express" (Remix)

#### Super Junior-M
- Henry violin solo (chỉ ở Trung Quốc)
- "Me" (chỉ ở Trung Quốc)
- "At Least There's Still You" (chỉ ở Trung Quốc)
- "Love Song" (chỉ ở Trung Quốc)

### Các bài hát khác
- "My Everything" - Donghae - (bài hát gốc là của 98 Degrees)
- "The First Feeling" - Kyuhyun (với Ryeowook đệm đàn piano)
- "A Doll" - Leeteuk và Yesung song ca
- "Crying Nut" & "Luxemburg" - Kangin feat. Leeteuk, Shindong (với Sungmin chơi guitar điện và Siwon chơi trống)
- "H.I.T" - Yesung, Kangin, Sungmin, Donghae, Ryeowook, Kyuhyun
- "One Love" - Eunhyuk, Kyuhyun, Ryeowook, Yesung
- "SexyBack" - Han Geng, Shindong, Eunhyuk, Donghae
- "Pink Spider" - Heechul (với Sungmin chơi guitar điện và Siwon chơi trống)
- "Crazy" - Heechul (với Sungmin chơi guitar điện, Siwon chơi trống và X-mas chơi guitar) (chỉ ở Thành Đô)

## Thành phần tham gia

### Ca sĩ
- Super Junior

### Vũ công
- Super Junior

### Ê-kip làm việc
- Đơn vị tổ chức: SM Entertainment
- Đơn vị quảng bá: DREAM MAKER ENTERCOM Lưu trữ ngày 25 tháng 5 năm 2009 tại Wayback Machine, CREAZONE
- Đơn vị tổ chức nước ngoài: True Music Lưu trữ ngày 22 tháng 3 năm 2009 tại Wayback Machine (Thái Lan)

## Ngày và địa điểm diễn ra
| Ngày                      | Thành phố  | Quốc gia   | Địa điểm                                      |
| ------------------------- | ---------- | ---------- | --------------------------------------------- |
| 22 tháng 2 năm 2008       | Seoul      | Hàn Quốc   | Olympic Fencing Gymnasium                     |
| 23 tháng 2 năm 2008       | Seoul      | Hàn Quốc   | Olympic Fencing Gymnasium                     |
| 24 tháng 2 năm 2008       | Seoul      | Hàn Quốc   | Olympic Fencing Gymnasium                     |
| 12 tháng 7 năm 2008       | Bangkok    | Thái Lan   | Impact Arena                                  |
| 22 tháng 11 năm 2008      | Thượng Hải | Trung Quốc | Shanghai Grand Stage                          |
| 3 tháng 1 năm 2009 Encore | Seoul      | Hàn Quốc   | Olympic Fencing Gymnasium                     |
| 4 tháng 1 năm 2009 Encore | Seoul      | Hàn Quốc   | Olympic Fencing Gymnasium                     |
| 17 tháng 1 năm 2009       | Nam Kinh   | Trung Quốc | Nanjing Olympic Sports Center Gymnasium       |
| 18 tháng 1 năm 2009       | Nam Kinh   | Trung Quốc | Nanjing Olympic Sports Center Gymnasium       |
| 7 tháng 3 năm 2009        | Thành Đô   | Trung Quốc | Sân vận động bóng đá Long Tuyền Dịch Thành Đô |